# 롤플레잉 게임
롤플레잉 게임(영어: role-playing game, RPG)은 참가자는 각자에게 할당된 캐릭터 (플레이어 캐릭터)를 조작하고 일반적으로는 서로 협력하여 가상의 상황(시공간적 배경)에서 주어지는 시련을 극복하고 목표를 달성하는 게임의 일종이다. 다양한 설정 및 제약 조건 하에 가상 세계에서 이야기의 등장인물처럼 활약할 수 있다.
오늘날에는 롤플레잉 게임을 컴퓨터나 비디오를 사용하여 동일한 게임을 재현한 것으로 시작된 컴퓨터 게임의 일종인 컴퓨터 롤플레잉 게임이 잘 알려져 있다. 컴퓨터 RPG는 컴퓨터를 사용하는 시스템적인 제약에서 자유는 제한되지만, 본래의 롤플레잉 게임과 마찬가지로 개성적인 캐릭터를 조종하여 가상의 세계에서 플레이하는 게임의 본질은 유지된다. 반면 본래의 게임 방식은 테이블토크 RPG로 불린다.

### 테이블탑

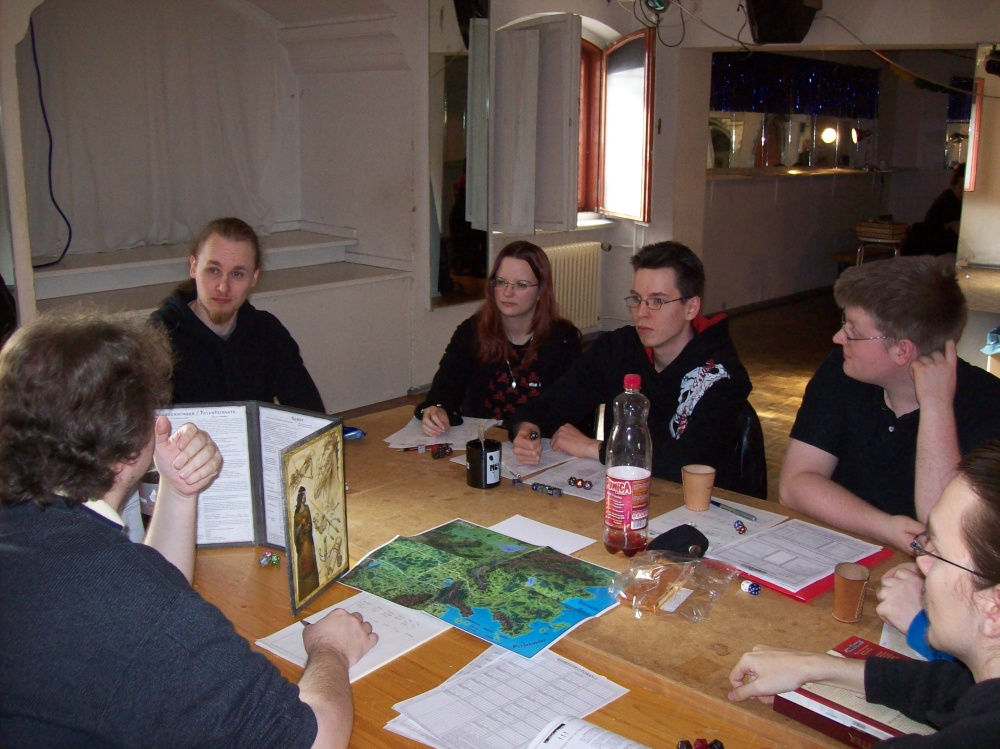
테이블탑 RPG를 즐기고 있는 그룹.